# Mont-sous-Vaudrey
Pour les articles homonymes, voir Mont.
Mont-sous-Vaudrey est une commune française située dans le département du Jura, la région culturelle et historique française de Franche-Comté et la région administrative Bourgogne-Franche-Comté.

## Géographie
La rivière Cuisance est le principal cours d'eau qui traverse la commune située à 220 mètres d'altitude avec une superficie de 14,9 km2.

### Climat
Pour des articles plus généraux, voir Climat de la Bourgogne-Franche-Comté et Climat du département du Jura.
En 2010, le climat de la commune est de type climat des marges montagnardes, selon une étude du Centre national de la recherche scientifique s'appuyant sur une série de données couvrant la période 1971-2000. En 2020, Météo-France publie une typologie des climats de la France métropolitaine dans laquelle la commune est exposée à un climat semi-continental et est dans la région climatique  Jura, caractérisée par une forte pluviométrie en toutes saisons (1 000 à 1 500 mm/an), des hivers rigoureux et un ensoleillement médiocre. 
Pour la période 1971-2000, la température annuelle moyenne est de 10,7 °C, avec une amplitude thermique annuelle de 17,2 °C. Le cumul annuel moyen de précipitations est de 1 094 mm, avec 12,9 jours de précipitations en janvier et 9 jours en juillet. Pour la période 1991-2020, la température moyenne annuelle observée sur la station météorologique de Météo-France la plus proche, « Colonne », sur la commune de Colonne à 11 km à vol d'oiseau, est de 11,7 °C et le cumul annuel moyen de précipitations est de 1 170,0 mm. 
La température maximale relevée sur cette station est de 40,3 °C, atteinte le 7 août 2003 ; la température minimale est de −18 °C, atteinte le 12 janvier 1987,,. 
Les paramètres climatiques de la commune ont été estimés pour le milieu du siècle (2041-2070) selon différents scénarios d'émission de gaz à effet de serre à partir des nouvelles projections climatiques de référence DRIAS-2020. Ils sont consultables sur un site dédié publié par Météo-France en novembre 2022.

## Urbanisme

### Typologie
Au 1er janvier 2024, Mont-sous-Vaudrey est catégorisée bourg rural, selon la nouvelle grille communale de densité à sept niveaux définie par l'Insee en 2022. Elle est située hors unité urbaine. Par ailleurs la commune fait partie de l'aire d'attraction de Dole, dont elle est une commune de la couronne,. Cette aire, qui regroupe 87 communes, est catégorisée dans les aires de 50 000 à moins de 200 000 habitants,.

### Occupation des sols
L'occupation des sols de la commune, telle qu'elle ressort de la base de données européenne d’occupation biophysique des sols Corine Land Cover (CLC), est marquée par l'importance des forêts et milieux semi-naturels (59,4 % en 2018), une proportion identique à celle de 1990 (59,4 %). La répartition détaillée en 2018 est la suivante : 
forêts (59,4 %), zones agricoles hétérogènes (16,3 %), terres arables (14,4 %), zones urbanisées (8,3 %), zones industrielles ou commerciales et réseaux de communication (0,9 %), prairies (0,7 %). L'évolution de l’occupation des sols de la commune et de ses infrastructures peut être observée sur les différentes représentations cartographiques du territoire : la carte de Cassini (XVIIIe siècle), la carte d'état-major (1820-1866) et les cartes ou photos aériennes de l'IGN pour la période actuelle (1950 à aujourd'hui).

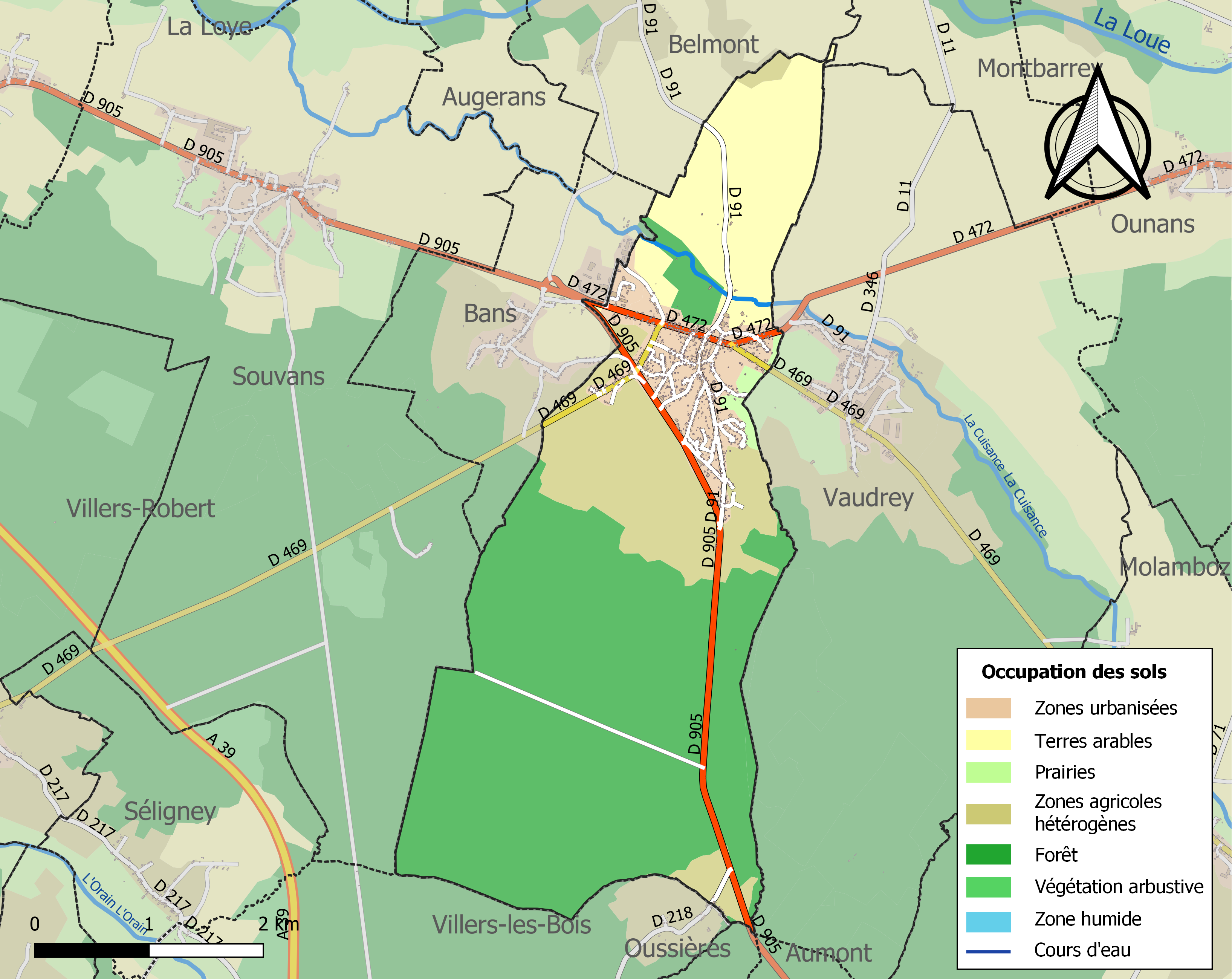
Carte des infrastructures et de l'occupation des sols de la commune en 2018 (CLC).

## Histoire

### Origines
Les origines de Mont-sous-Vaudrey sont incertaines.
Au sud, une voie romaine, connue sous le nom de Levée de Jules-César, reliant Grozon à Rahon et Tavaux, sépare Mont de Villers-les-Bois.
Au nord, au lieu-dit « la Boutique », des débris de constructions romaines, des monnaies et des ustensiles de cuisine ont été découverts, et un péage y a existé.

### Moyen Âge et époque moderne
La première mention de Mont connue à ce jour figure dans un acte de 1111, par lequel Guillaume ler d'Arguel, archevêque de Besançon, fait don de l'église de Mont à la cathédrale Saint-Étienne de Besançon.
Le village fait alors partie de la baronnie de Vaudrey.
Il est érigé en seigneurie particulière en 1319, par Simon de Vaudrey, qui y fait bâtir un château-fort, détruit en 1480, à l'actuel lieu-dit « au Vieux Château », sur la rive gauche de la Cuisance.
Cette terre sert d'apanage à son quatrième fils Jean. La justice haute, moyenne et basse, la banalité du four et du moulin, des cens en argent et en grains, ainsi que des corvées, sont alors attachés à cette terre. Cependant la communauté villageoise jouit d'une charte de commune qui lui permet, avec des échevins à sa tête, de gérer les affaires courantes du village.
Jean de Vaudrey divise la seigneurie de Mont, en 1341, au profit de ses enfants. Une moitié conserve l'appellation de seigneurie de Mont, un quart prend celle de seigneurie de Byans, et un autre quart celle de seigneurie de Vellefaux.
Jouissant du passage de nombreux axes de circulation, dont la route saunière reliant les Monts Jura à Dole, capitale du comté de Bourgogne, Dijon, capitale du duché de Bourgogne, et Paris, capitale du royaume de France, et par laquelle transitent bois, fromages et salaisons, Mont accueille rapidement de nombreuses auberges et boutiques, ainsi que des villégiatures de notables des villes voisines. Cette prospérité commerçante lui permet de supplanter très tôt dans l'histoire son voisin, Vaudrey, demeuré paysan.

#### Seigneurie de Mont
Un descendant, Guyot II de Vaudrey, ayant pris le parti du roi de France Henri II, est puni de sa trahison par la confiscation de ses biens, prononcée par le parlement de Dole, en 1549. L'empereur Charles Quint donne ces derniers à Jean de Vaudrey, cousin de Guyot, contre le paiement d'un cens modique. Sans héritiers, Jean de Vaudrey lègue la seigneurie de Mont à Guillaume de Montrond.
Au début du XVIIe siècle, son fils Antoine, fait édifier ou restaurer, le Château-Gaillard.
Adrien de Montrond, descendant de ce dernier, sans enfants, lègue ses biens à son épouse, Louise-Dorothée de Lezay. Sans héritiers, elle rédige son testament en faveur de François-Gabriel, marquis de Lezay-Marnésia, qui vend ses droits sur Mont, à Étienne Domet, avocat général au parlement de Dole, en 1736. La famille Domet fait édifier le Château de la Grangerie, et conserve la seigneurie de Mont jusqu'à ce que la Révolution française en fasse une commune.

#### Seigneurie de Byans
Un descendant, Adam de Byans, vend la part, dite de Byans, à Philippe Merceret, de Salins, en 1572.
Une postérité de ce dernier, Alexandre, la revend à Charles de la Baume, marquis de Saint-Martin, en 1680.

#### Seigneurie de Vellefaux
Les membres de la famille de Reculot, descendants des Vaudrey, vendent leur part, dite de Vellefaux, à Charles de la Baume, marquis de Saint-Martin, en 1679.
Ce dernier cède, à son tour, cinq ans plus tard, cette terre à Jean-Baptiste Domet, docteur ès droits, d'Arbois, qui la revend à Pierre Patouillet, de Salins, en 1705.
Étienne Domet, déjà en possession de la partie, dite de Mont, fini par s'emparer de celle de Vellefaux.

### Époque contemporaine
Lors de la Révolution française, la seigneurie de Mont devient la commune de Mont-sous-Vaudrey.
Jean Bavilley, ancien échevin, est choisi par les villageois comme procureur spécial pour demander, auprès de la Convention nationale, la restitution d'une partie des bois communaux, accaparés par les anciens seigneurs.
Les biens, dont les châteaux, de la famille seigneuriale Domet, émigrée, sont confisqués en 1792, mais en partie rachetés par ceux-ci en 1796.
En 1832, un incendie dévaste le village, dont une partie de l'église et la mairie, qui sont reconstruites dans les années qui suivent, sous la direction de l'architecte Claude Besand.
Jules Grévy y naquit en 1807. Député au Corps législatif, puis à l'Assemblée de Bordeaux (1871) qu'il présida de février 1871 à décembre 1875,c'est-à-dire pendant toute la législature, député à la Chambre de 1876 à 1879, qu'il présida également, il fut élu par le congrès (Sénat et Chambre des députés réunis) président de la République le 30 janvier 1879 à la suite de la démission de Mac Mahon. C'était un républicain modéré; il eut une présidence effacée, conformément à l'idée qu'il se faisait du rôle du président de la République. Il dut démissionner en 1887 quand fut découverte "l'affaire Wilson", du nom de son gendre, Daniel Wilson. C'était un scandale lié à un trafic de légions d'honneur. Il se retira de la vie politique partageant son existence entre son hôtel de l'avenue d'Iéna à Paris et sa propriété à Mont-sous-Voudray où il mourut le 9 septembre 1891 à l'âge de 84 ans. Il y fut inhumé.

## Politique et administration
| Période | Période  | Identité                          | Étiquette | Qualité                            |
| ------- | -------- | --------------------------------- | --------- | ---------------------------------- |
| 1790    | 1791     | Jean-Claude Godin                 |           | Curé de la paroisse                |
| 1791    | 1792     | Claude Caron                      |           |                                    |
| 1792    | 1800     | Jean Bavilley                     |           | Cultivateur                        |
| 1800    | 1804     | Claude Renaud                     |           | Instituteur                        |
| 1804    | 1808     | Claude Ruty                       |           | Propriétaire                       |
| 1808    | 1813     | Joseph Fourneret                  |           |                                    |
| 1813    | 1815     | Claude Fourneret                  |           |                                    |
| 1815    | 1821     | Alexis Dantant                    |           | Notaire                            |
| 1821    | 1826     | Jean-François Fourneret           |           |                                    |
| 1826    | 1829     | Albert de Boutechoux de Chavannes |           | Vicomte de Boutechoux de Chavannes |
| 1829    | 1831     | Jean-François Fourneret           |           |                                    |
| 1831    | 1832     | Jean Tramus                       |           | Propriétaire                       |
| 1832    | 1841     | Jean-François Fourneret           |           |                                    |
| 1841    | 1842     | Claude Cuenne                     |           |                                    |
| 1842    | 1843     | Jean-François Fourneret           |           |                                    |
| 1843    | 1849     | François Grévy                    |           | Propriétaire                       |
| 1849    | 1852     | François Dubois                   |           |                                    |
| 1852    | 1856     | Charles Durant                    |           |                                    |
| 1856    | 1860     | Claude Chiffert                   |           |                                    |
| 1860    | 1867     | Charles Durant                    |           |                                    |
| 1867    | 1870     | Alfred Michaud                    |           |                                    |
| 1870    | 1871     | Pierre Bavilley                   |           |                                    |
| 1871    | 1878     | Paul Chevaleret                   |           |                                    |
| 1878    | 1888     | Fortunat Pactet                   |           | Médecin                            |
| 1888    | 1892     | Jules Michaud                     |           |                                    |
| 1892    | 1900     | Armand Billet                     |           |                                    |
| 1900    | 1912     | Louis Girard                      |           |                                    |
| 1912    | 1919     | Pierre Petitguyot                 |           |                                    |
| 1919    | 1919     | Louis Guillaume                   |           |                                    |
| 1919    | 1921     | Léonce Gouhot                     |           |                                    |
| 1921    | 1925     | Louis Girard                      |           |                                    |
| 1925    | 1953     | Louis Guillaume                   |           |                                    |
| 1953    | 1965     | Armand Tisserand                  |           |                                    |
| 1965    | 1983     | Louis Maire                       |           |                                    |
| 1983    | 1995     | Maurice Griffet                   |           |                                    |
| 1995    | 2020     | Bernard Fraizier                  |           |                                    |
| 2020    | En cours | Paulette Giancatarino             | Sans      |                                    |

## Démographie
L'évolution du nombre d'habitants est connue à travers les recensements de la population effectués dans la commune depuis 1793. Pour les communes de moins de 10 000 habitants, une enquête de recensement portant sur toute la population est réalisée tous les cinq ans, les populations de référence des années intermédiaires étant quant à elles estimées par interpolation ou extrapolation. Pour la commune, le premier recensement exhaustif entrant dans le cadre du nouveau dispositif a été réalisé en 2007.

En 2022, la commune comptait 1 302 habitants, en évolution de +3,91 % par rapport à 2016 (Jura : −0,81 %, France hors Mayotte : +2,11 %).
| 1793 | 1800 | 1806 | 1821 | 1831  | 1836  | 1841  | 1846  | 1851  |
| ---- | ---- | ---- | ---- | ----- | ----- | ----- | ----- | ----- |
| 750  | 800  | 863  | 970  | 1 183 | 1 291 | 1 283 | 1 256 | 1 241 |

| 1856  | 1861  | 1866  | 1872  | 1876 | 1881 | 1886 | 1891 | 1896 |
| ----- | ----- | ----- | ----- | ---- | ---- | ---- | ---- | ---- |
| 1 121 | 1 099 | 1 108 | 1 016 | 931  | 919  | 939  | 929  | 910  |

| 1901 | 1906 | 1911 | 1921 | 1926 | 1931 | 1936 | 1946 | 1954 |
| ---- | ---- | ---- | ---- | ---- | ---- | ---- | ---- | ---- |
| 914  | 874  | 863  | 784  | 825  | 742  | 722  | 706  | 692  |

| 1962 | 1968 | 1975 | 1982 | 1990  | 1999  | 2006  | 2007  | 2012  |
| ---- | ---- | ---- | ---- | ----- | ----- | ----- | ----- | ----- |
| 771  | 804  | 844  | 994  | 1 099 | 1 165 | 1 244 | 1 255 | 1 248 |

| 2017  | 2022  | - | - | - | - | - | - | - |
| ----- | ----- | - | - | - | - | - | - | - |
| 1 265 | 1 302 | - | - | - | - | - | - | - |

## Culture locale et patrimoine

### Lieux et monuments
- Château-Gaillard (XVIIe s), Rue Léon Guignard. Ancienne résidence des seigneurs de Mont-sous-Vaudrey (XVIIe-XIXe s), du Vicomte de Chavannes (1820-1870), de la famille Grévy-Wilson (1870-1970), puis propriété de l'union départementale des sapeurs pompiers du Jura, et enfin habitations et bureaux.
- Château de la Grangerie (XVIIIe s), Rue du Général Grévy. Ancienne résidence des seigneurs de Mont-sous-Vaudrey (XVIIe-XVIIIe s), puis de la famille Grévy (Révolution-XIXe s), dans laquelle naît Jules Grévy (1807), et aujourd'hui maison de retraite.
- Maisons anciennes, en plusieurs endroits du village, dont :
  - la maison Bavilley-Biot (XVIIIe s), Rue Jean Bavilley. Depuis 2011 Espace Biot (mairie et salle du patrimoine).
- Relais de Poste (XVIIIe s), en plusieurs endroits du village. Celui de la Rue du Docteur Fortunat Pactet, a reçu le contrebandier Louis Mandrin et le gastronome Jean Brillat-Savarin.
- Croix de chemin, Rue Paul Koepfler.
- Église de l'Assomption (XIXe s), Rue Jules Grévy. Reconstruite au début du XIXe s, à la suite d'un incendie.
- Ancienne mairie-école (XIXe s), Rue Jules Grévy. La première mairie est détruite v.1830, lors d'un incendie. Le nouveau bâtiment, édifiée avec les pierres de l'ancienne église incendiée, abrite alors la mairie, l'école, la halle et la gendarmerie. Depuis 2011, seule l'école occupe encore l'édifice.
- Tracé de l'ancienne ligne de Dole-Ville à Poligny (XIXe s). Ligne empruntée par Jules Grévy lors de ses villégiatures à Mont-sous-Vaudrey.
- Gare de Mont-sous-Vaudrey (XIXe s), avenue de la Gare. Empruntée par Jules Grévy lors de ses villégiatures à Mont-sous-Vaudrey.
- Lavoir (XIXe s), Rue du Docteur Fortunat Pactet.
- Maison d'Auguste Pointelin, rue Jules Grévy. Actuelle médiathèque.
- Caveau de Jules Grévy (XIXe s), rue du Cimetière.
- Monument aux morts (XXe s), rue Jules Grévy.
- Tombe d'Auguste Pointelin (XXe s), rue du Cimetière.
- Buste d'Auguste Pointelin (XXe s), par Henri Rey, sis rue Jules-Grévy.
- Buste de Jules Grévy, fondu par les Allemands pendant la Seconde Guerre mondiale, aujourd'hui refait, rue Jules Grévy.
- Espace des Anciens Combattants et Victimes de guerre (XXIe s), rue Jules Grévy.
- Statue de Jean Bavilley (XXIe s), par Adrien Meneau, devant la mairie, rue Jean Bavilley.
- Salle du patrimoine (XXIe s), rue Jean Bavilley (actuelle mairie). Un espace consacré à l'histoire de Mont-sous-Vaudrey dans lequel sont conservées plusieurs œuvres, dont un gigantesque tableau de Jules Arsène Garnier représentant le 14 juillet 1880.

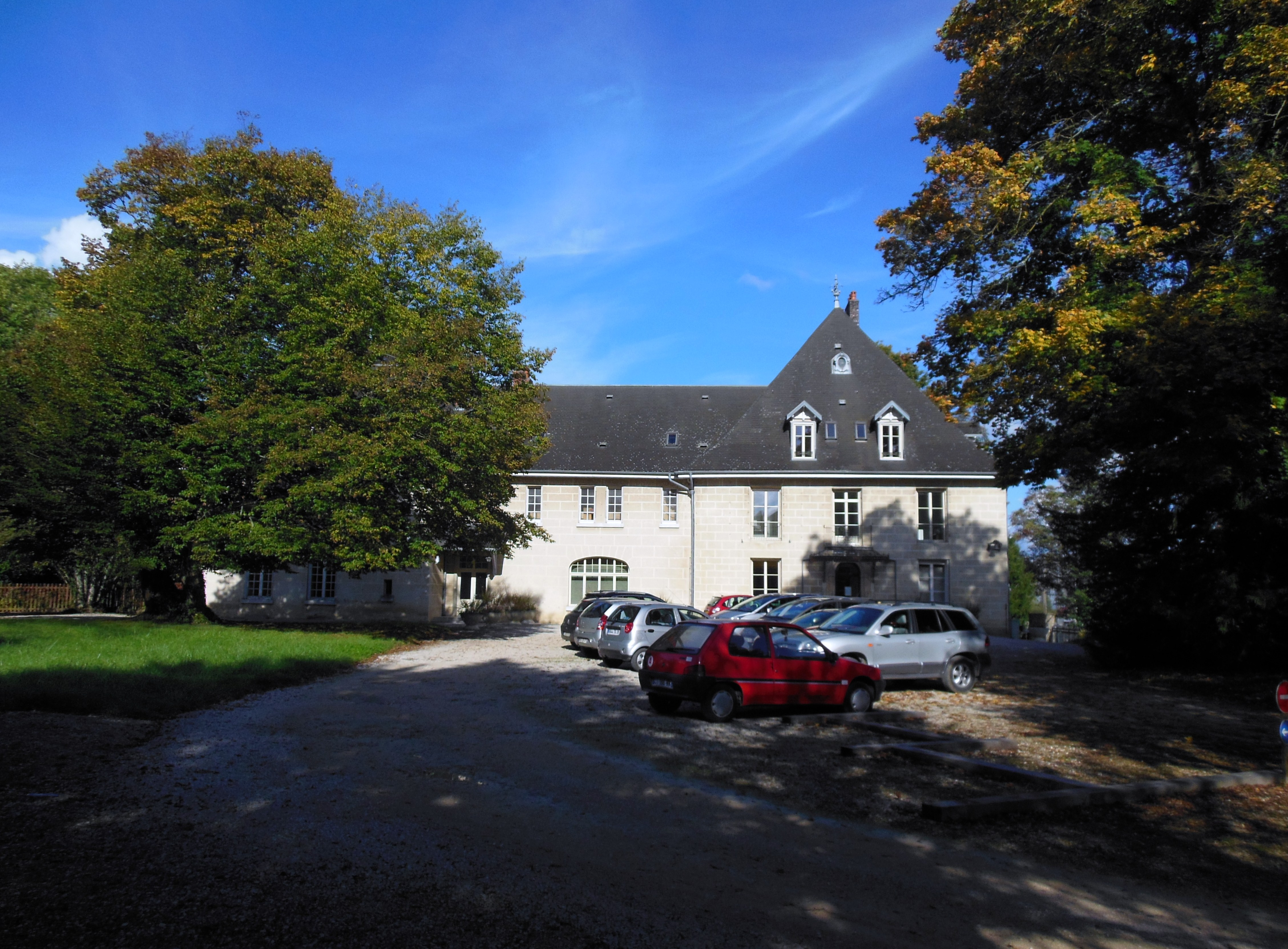
Château-Gaillard.
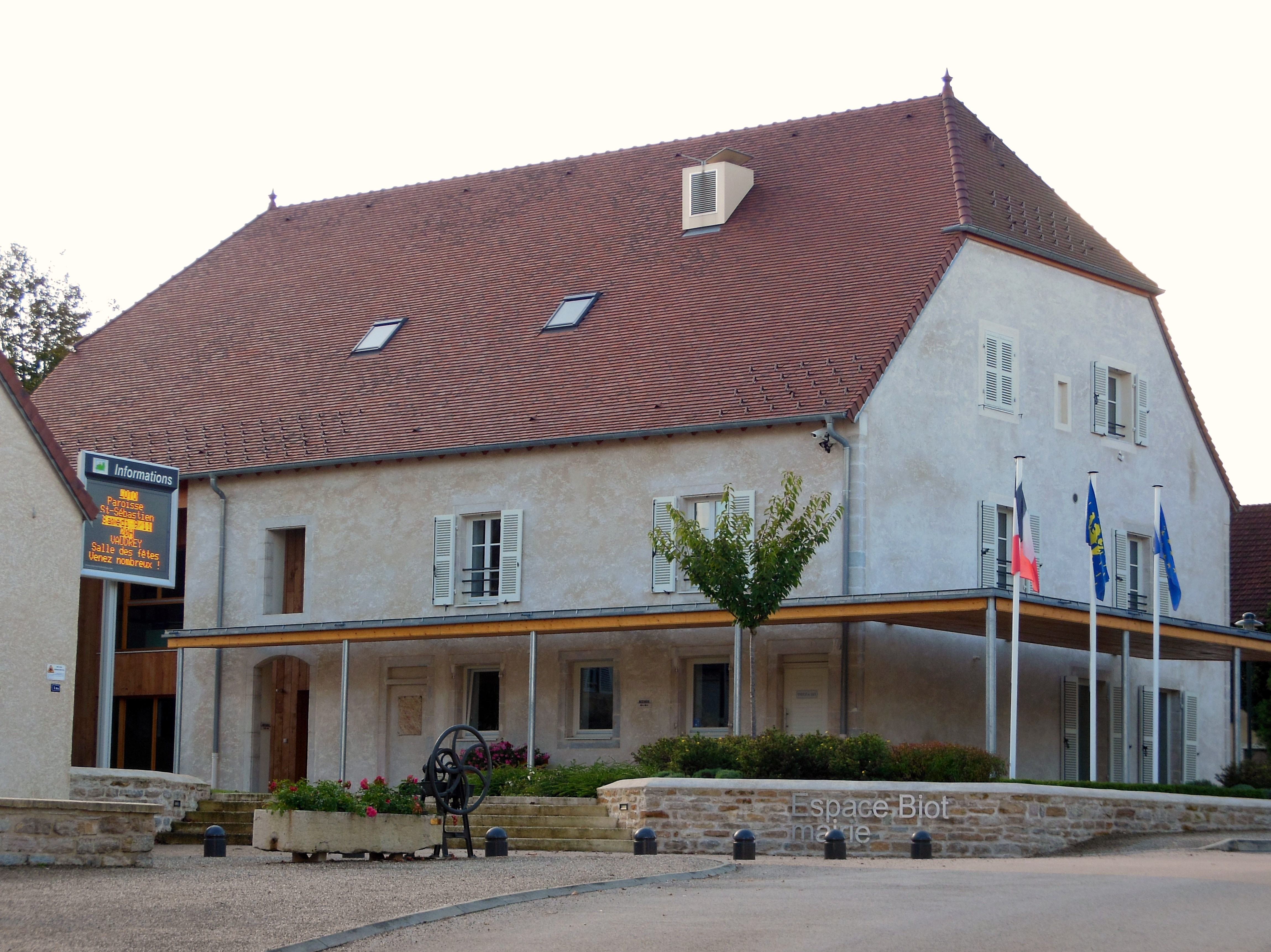
Maison Bavilley-Biot, actuel Espace Biot (mairie).
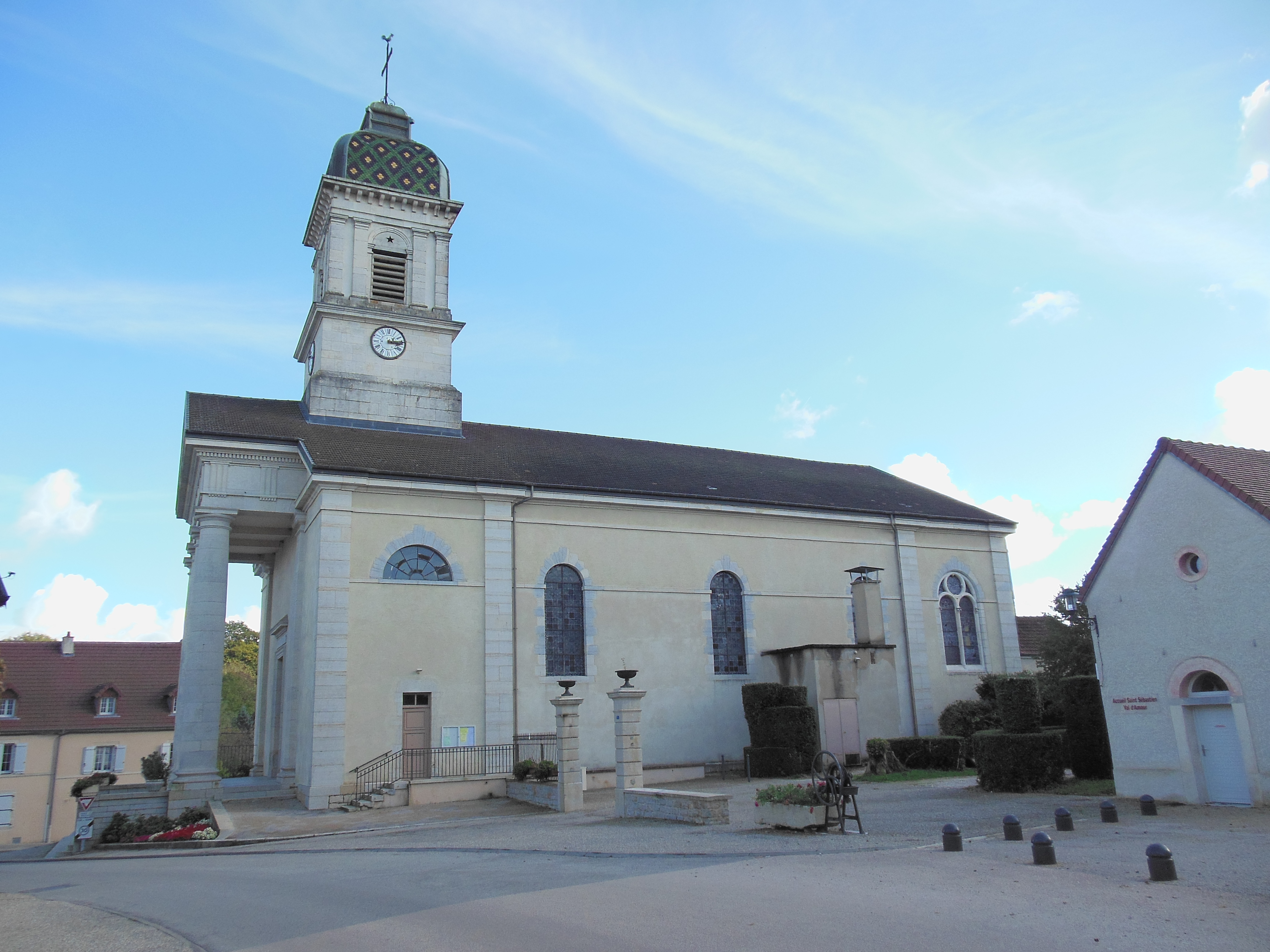
Église de l'Assomption.
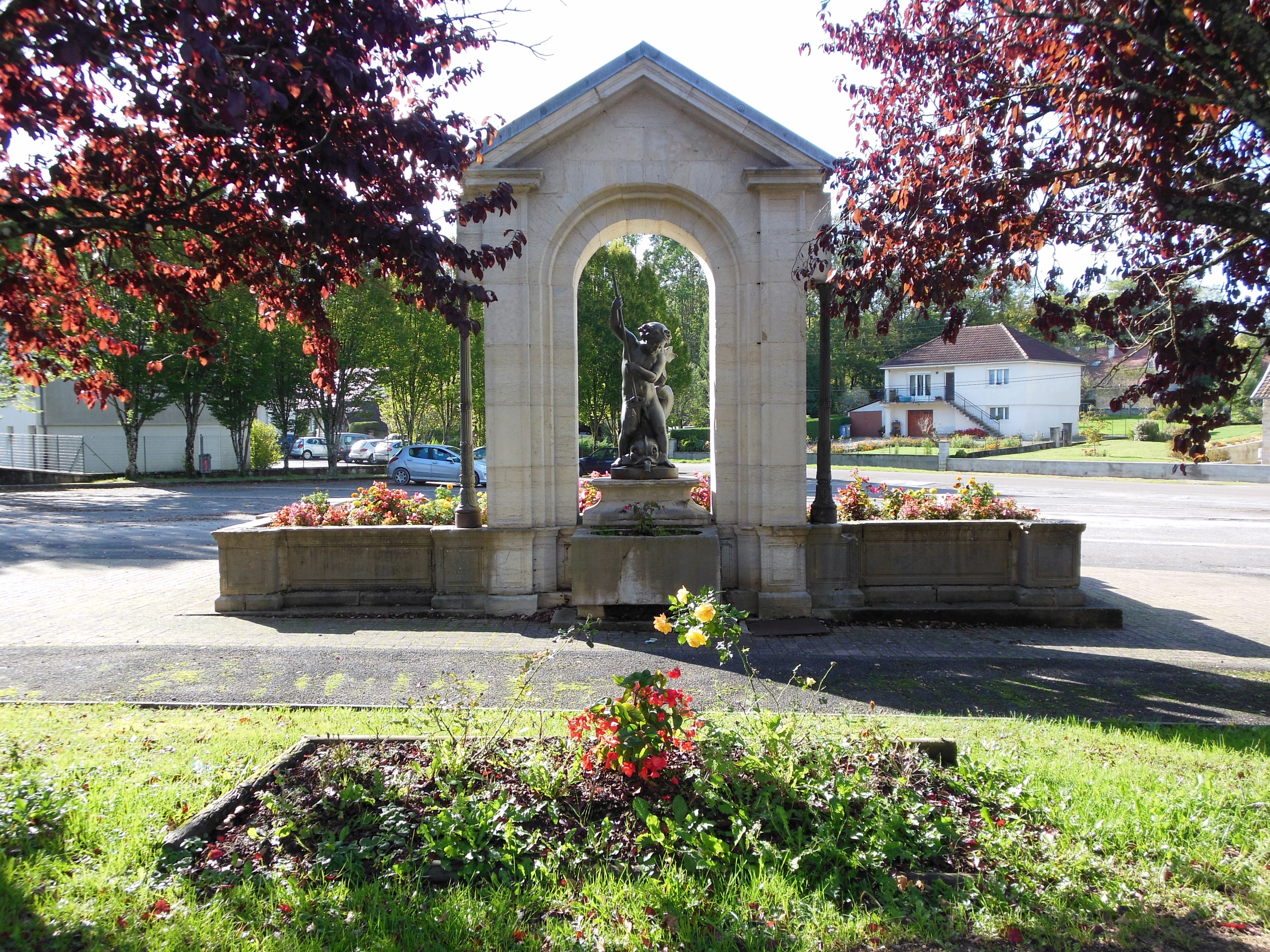
Lavoir.
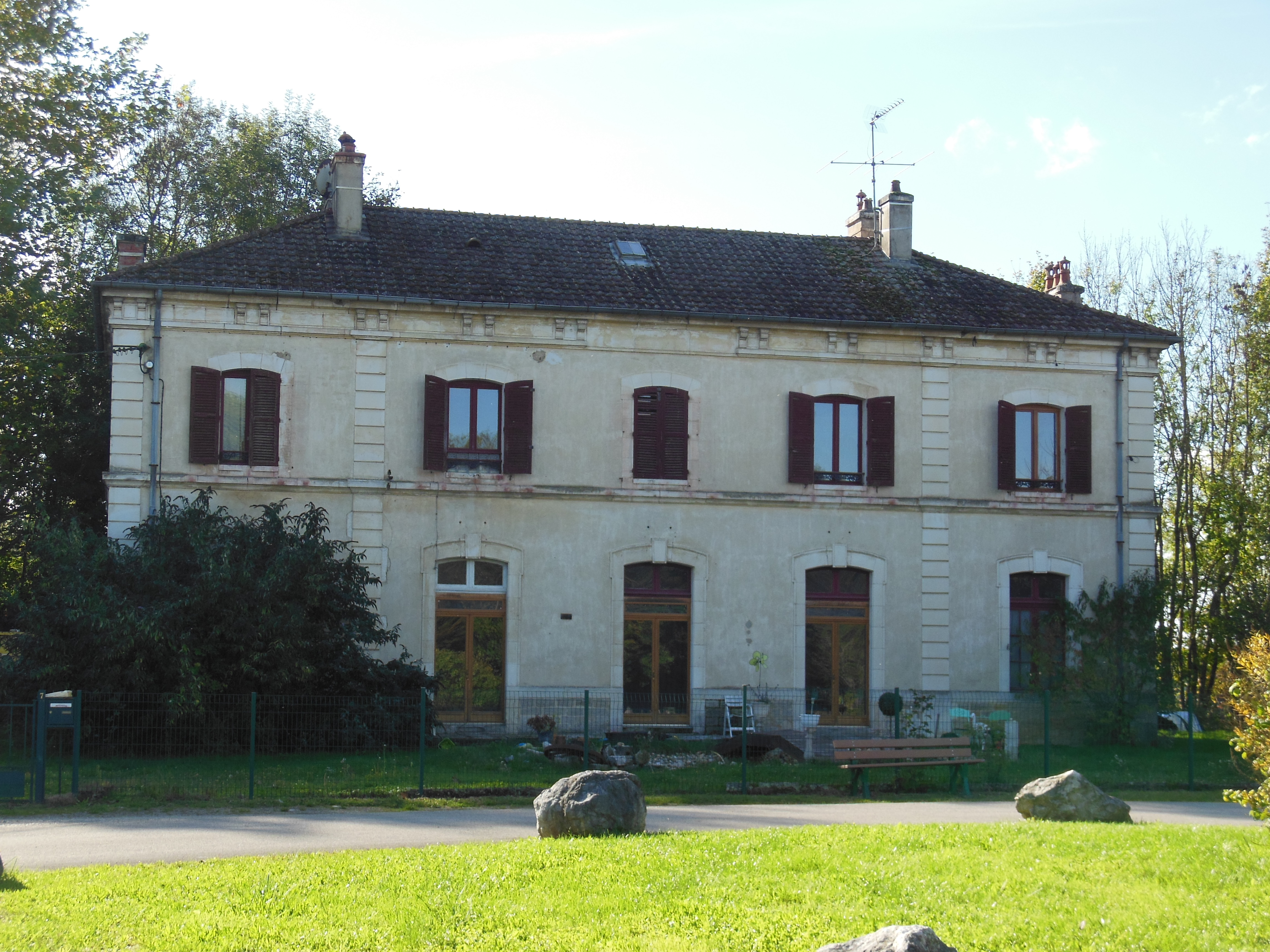
Gare.
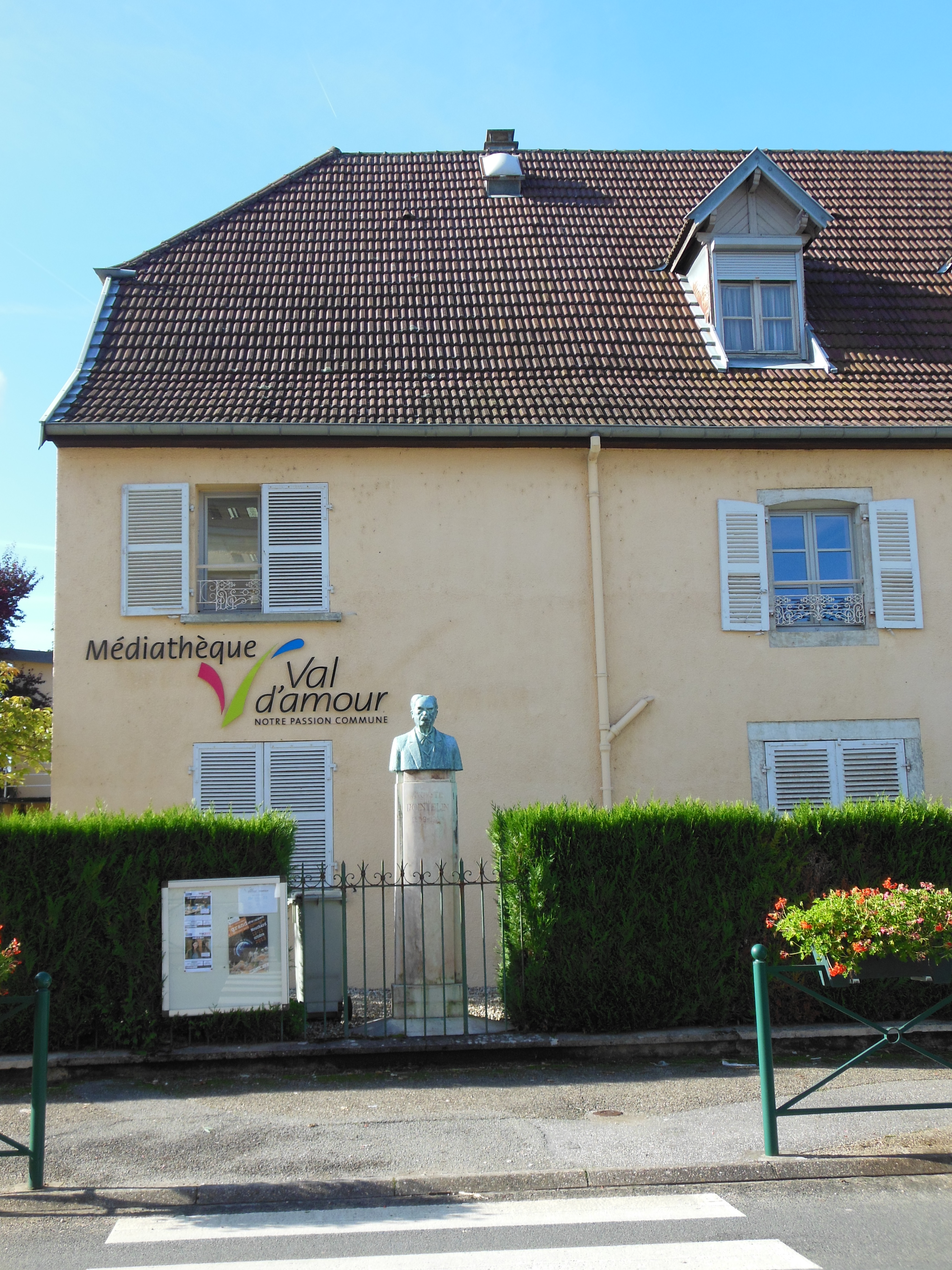
Maison d'Auguste Pointelin, actuelle médiathèque.
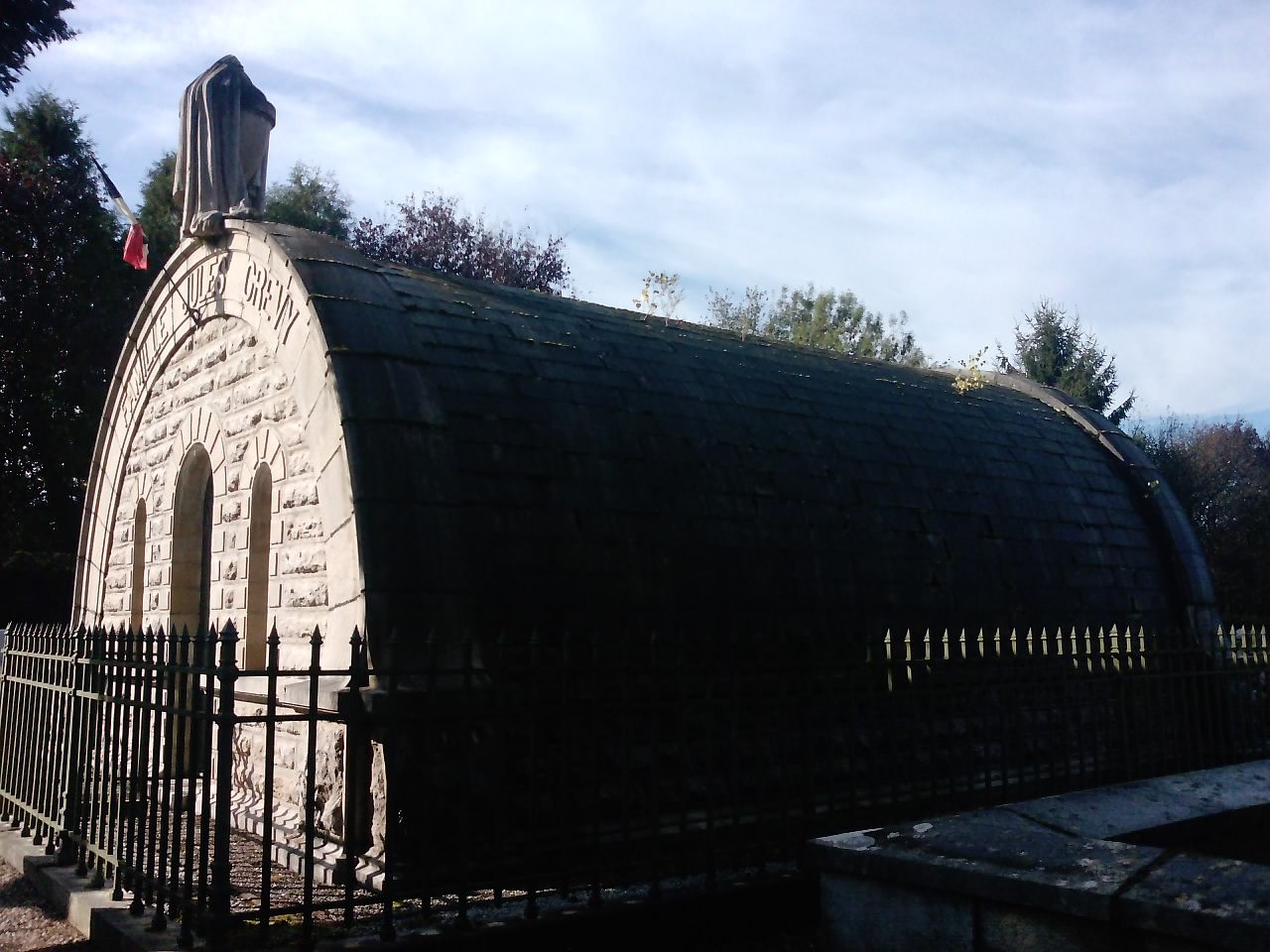
Caveau de Jules Grévy.
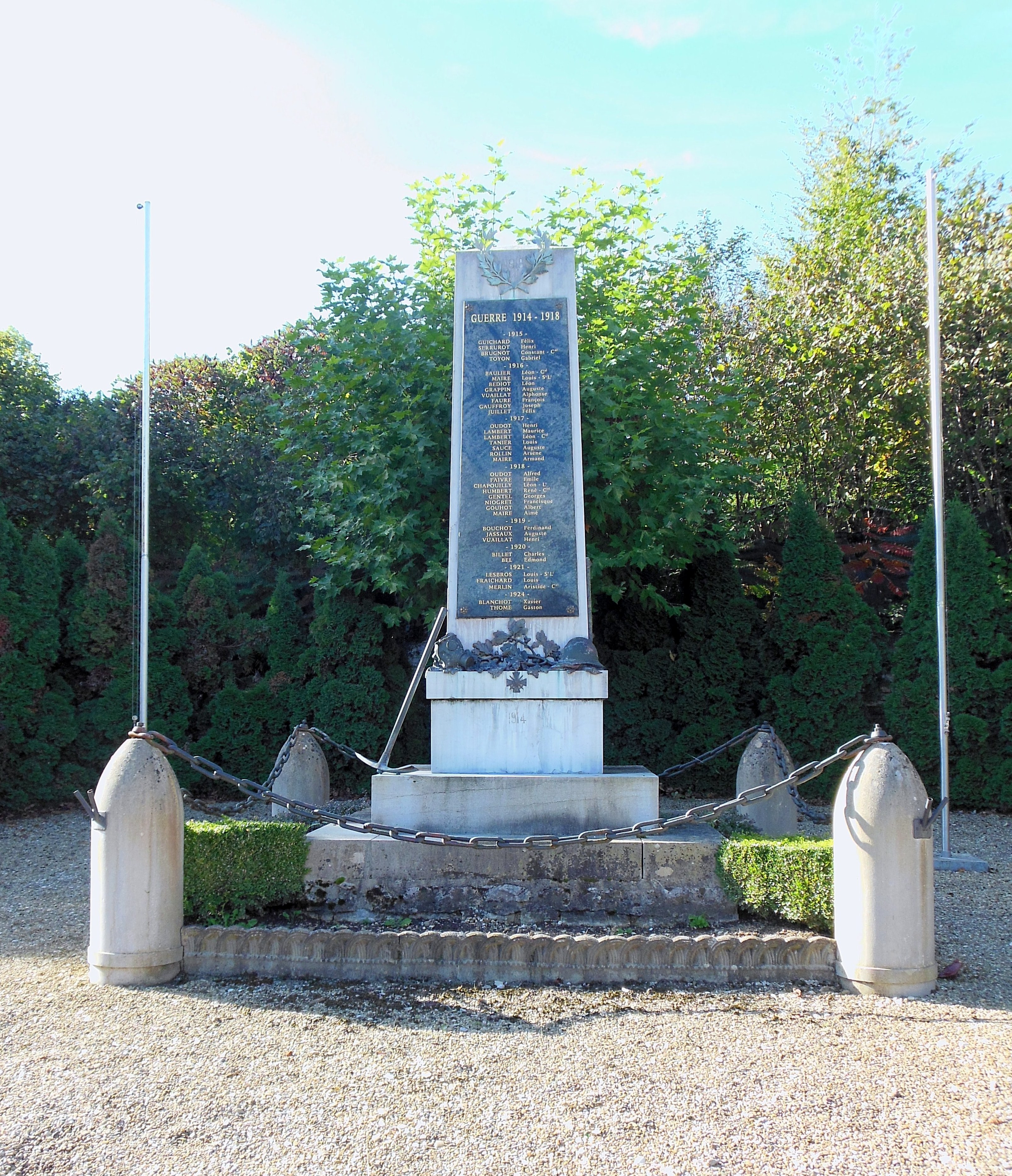
Monument aux morts.
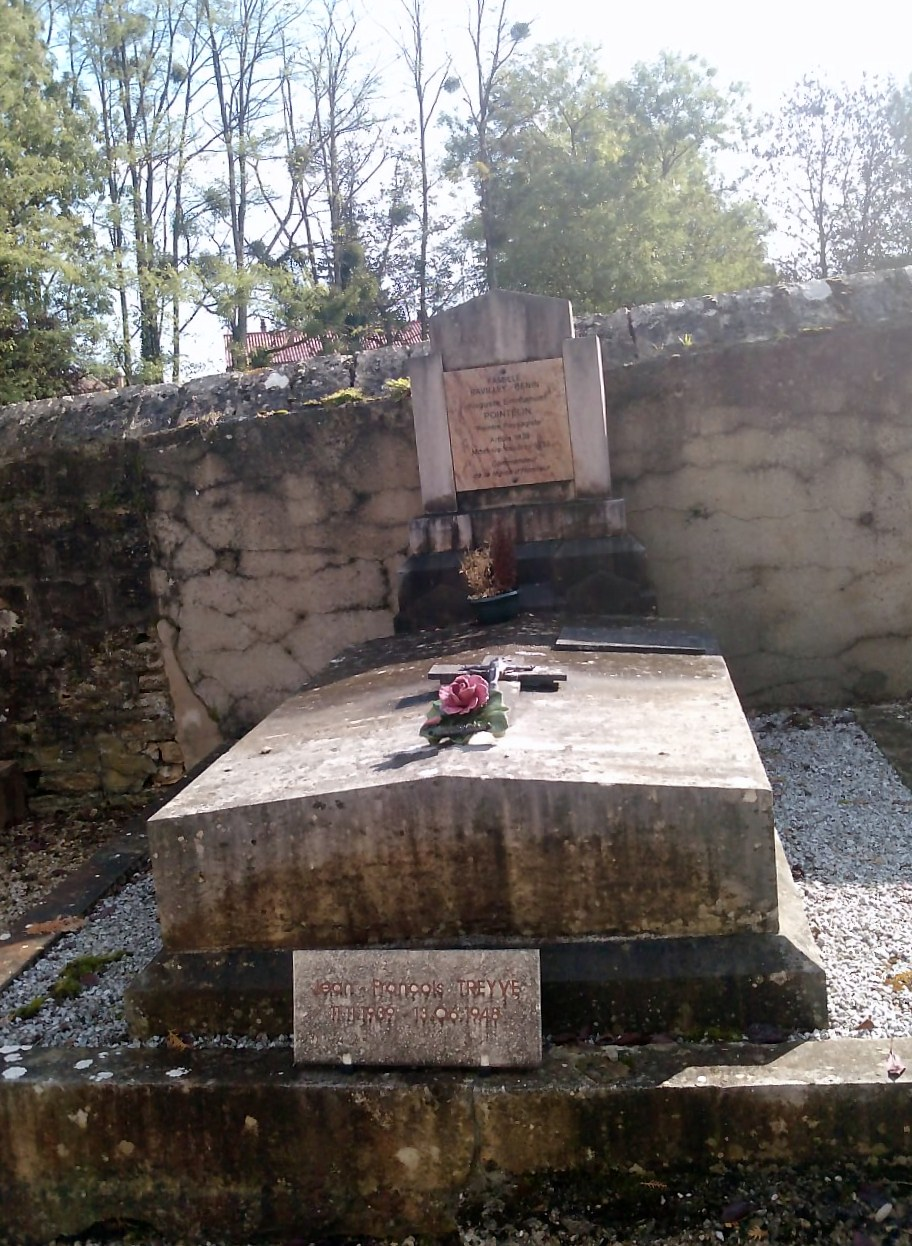
Tombe d'Auguste Pointelin.

### Personnalités liées à la commune
- Louis XIV (1638-1715), roi de France, et sa Cour, ont séjourné à Mont-sous-Vaudrey, en 1683.
- Jean Bavilley (1725-1801), échevin puis procureur spécial auprès de la Convention nationale. En 1792, il monte à pied et en sabots à Paris afin de demander la restitution, qu'il obtient, d'une partie des bois communaux que l'ancienne famille seigneuriale Domet s’est appropriée. Cette victoire assure encore de nos jours d'importants revenus à la commune.
- Louis Mandrin (1725-1755), contrebandier, et sa bande ont fait rapine à Mont-sous-Vaudrey, en 1754.
- Jean Brillat-Savarin (1755-1826), gastronome, a séjourné à Mont-sous-Vaudrey, en 1792.
- Jules Grévy (1807-1891), homme politique, président de la République de 1879 à 1887, est né, mort, et enterré à Mont-sous-Vaudrey.
- Auguste Pointelin (1839-1933), artiste-peintre arboisien, a résidé et est mort et enterré à Mont-sous-Vaudrey.
- Armand Fallières (1841-1931), homme politique, président de la République de 1906 à 1913, est venu à Mont-sous-Vaudrey, comme représentant du Gouvernement, lors des obsèques de Jules Grévy, en 1891.
- Léon Guignard (1852-1928), pharmacien, professeur puis directeur honoraire de l'École de pharmacie de Paris, membre des académies de médecine et de pharmacie, président de l'Académie des Sciences en 1919, né à Mont-sous-Vaudrey.
- Fortunat Pactet, médecin de campagne et conseiller général du canton de Montbarrey, né, mort et enterré à Mont-sous-Vaudrey.
- Charles de Gaulle (1890-1970), militaire, président de la République française de 1959 à 1969, accompagné de plusieurs ministres, a fait halte à Mont-sous-Vaudrey, en 1962.

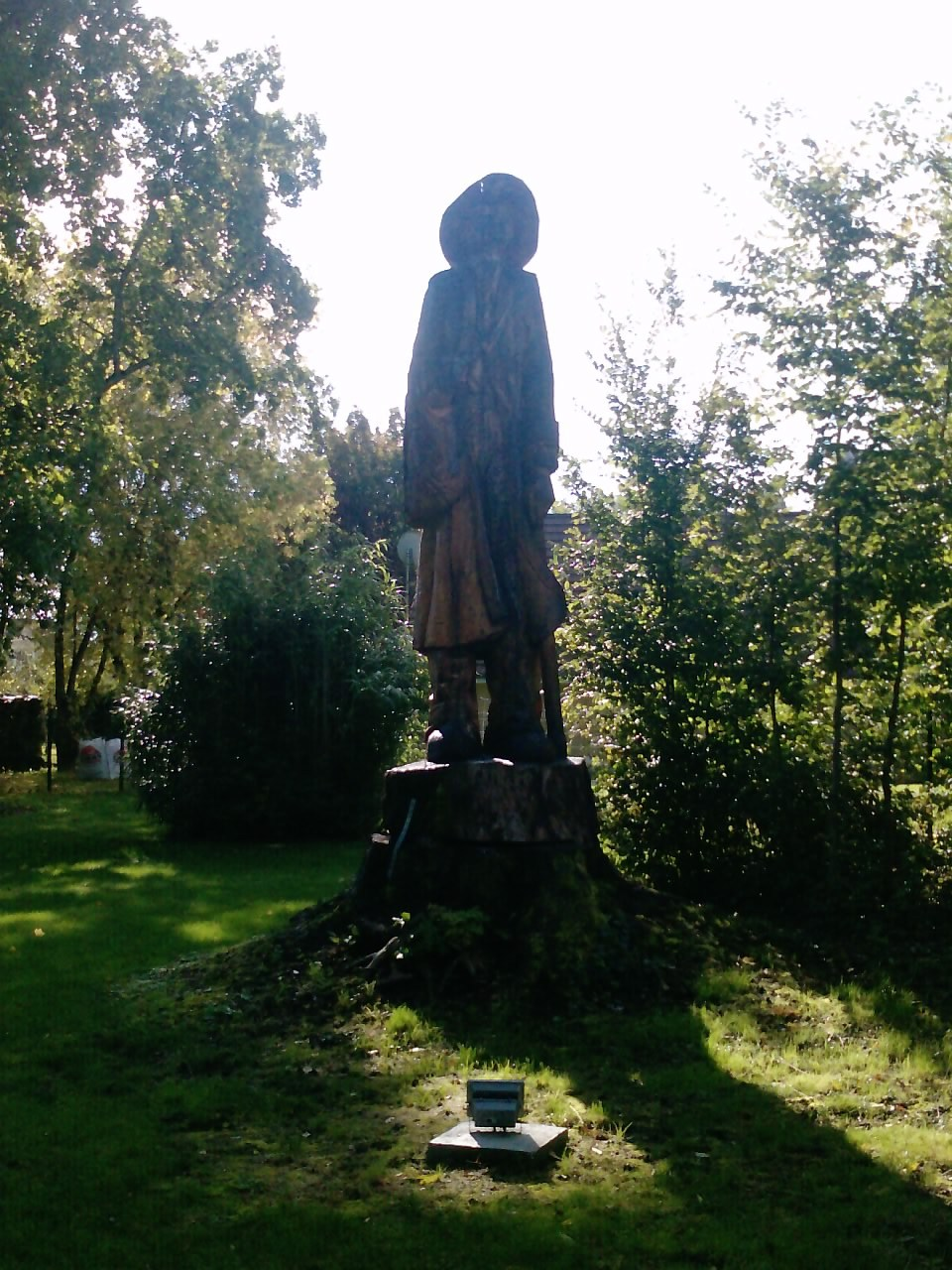
Statue de Jean Bavilley, dans le jardin Biot.
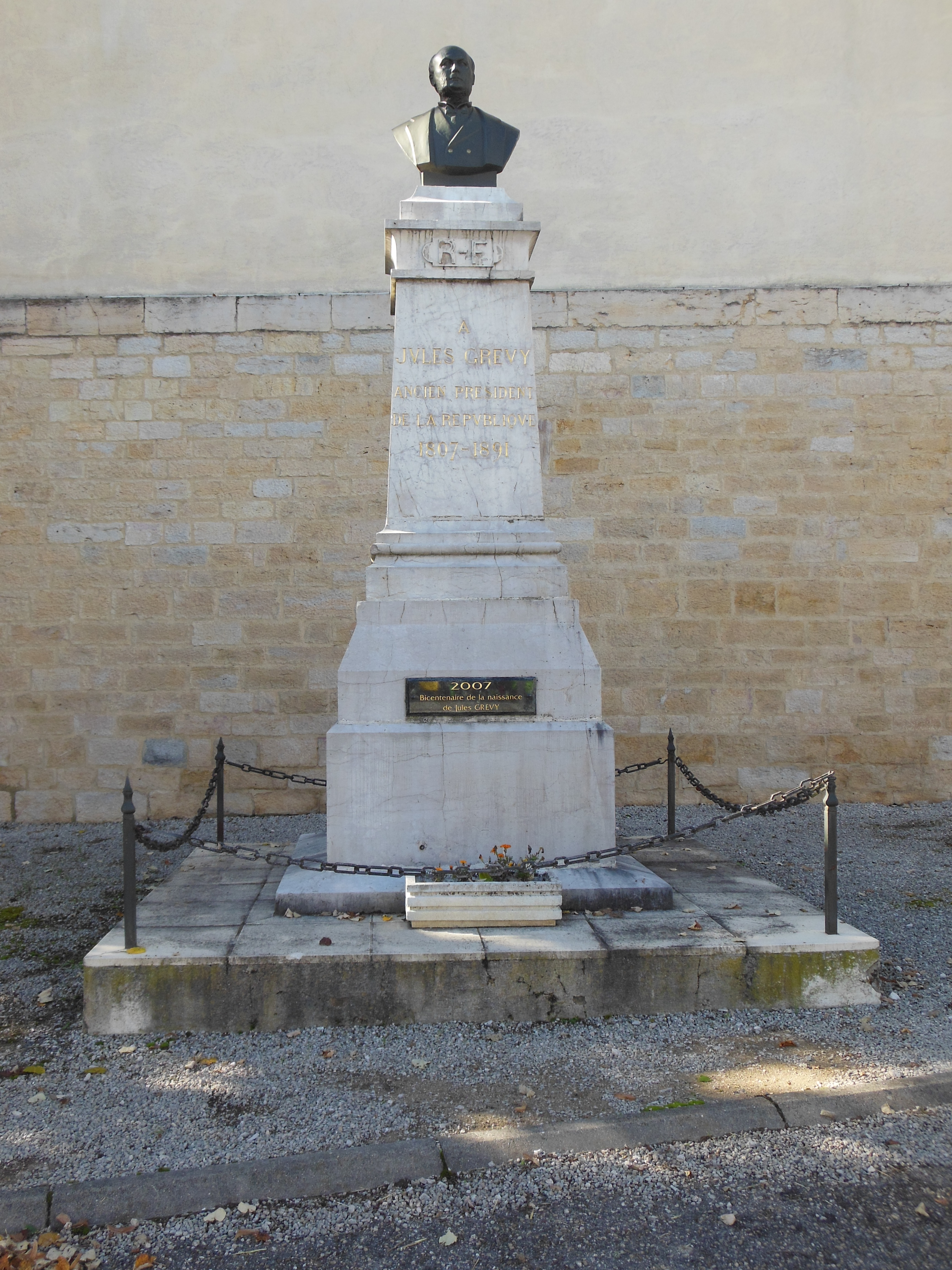
Buste de Jules Grévy, dans la rue Jules-Grévy.
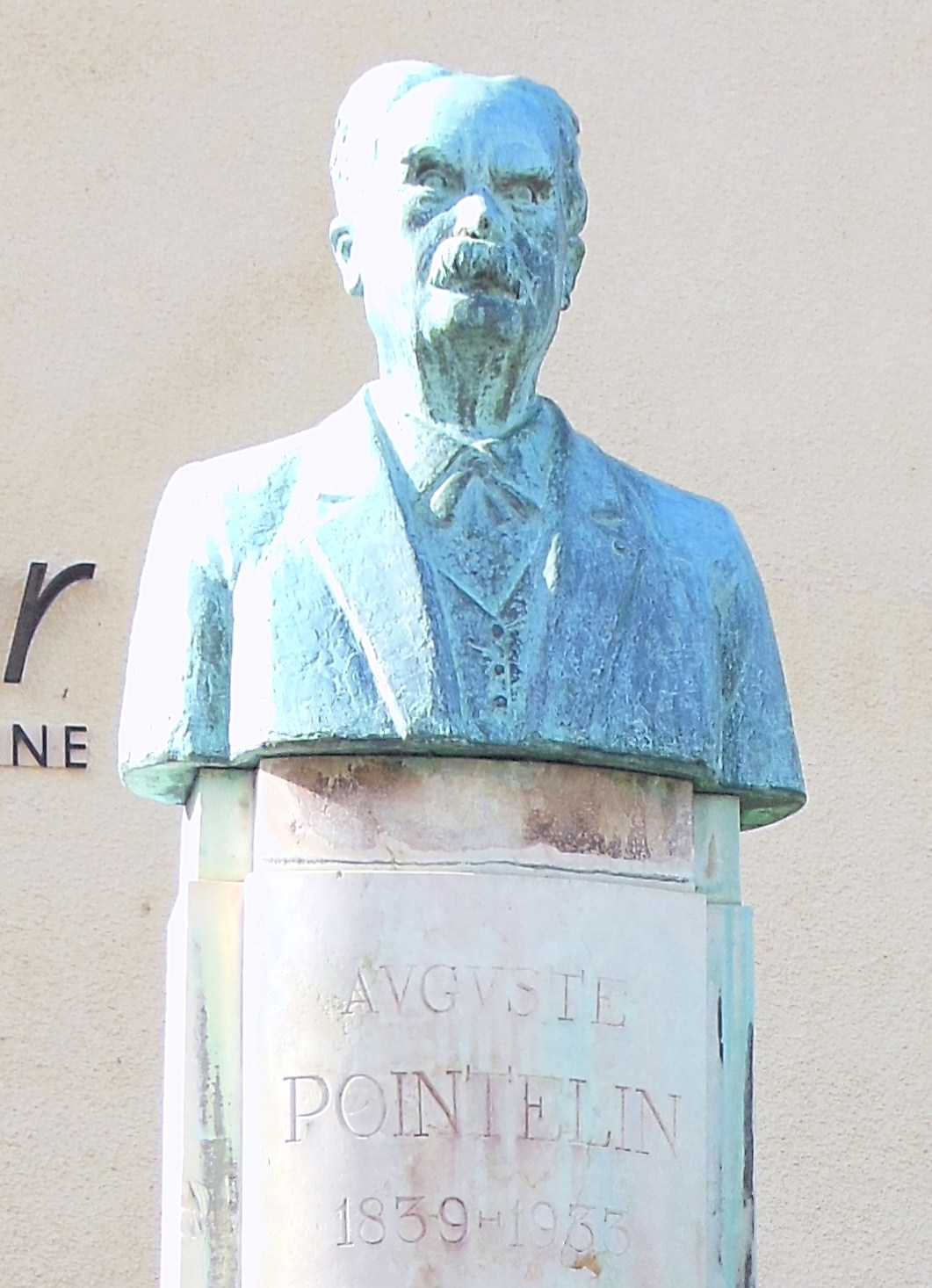
Buste d'Auguste Pointelin, dans la rue Jules-Grévy.

### Héraldique
| Blason de Mont-sous-Vaudrey | Blason  | Parti d'azur et de gueules, au coq de clocher du lieu d'argent, barbé et crêté de gueules, son axe issant d'un soleil non figuré d'or mouvant de la pointe, chargé d'un sabot de sable et bordé d'un disque d'argent componé de cinq pièces, le tout brochant sur la partition. DeviseTenax omnia domet (Celui qui est tenace vient à bout de tout) |
| Blason de Mont-sous-Vaudrey | Détails | Les couleurs républicaines bleu, blanc & rouge renvoient à Jules Grévy, président de la République de 1879 à 1887, né, mort, et enterré à Mont-sous-Vaudrey. Le coq est celui du clocher locale et symbolise également la communauté villageoise. Le sabot évoque les activités économiques d'autrefois mais est aussi un hommage à Jean Bavilley, qui monta à pied et en sabots à Paris afin de demander la restitution, qu'il obtint, d'une partie des bois communaux que l'ancienne famille seigneuriale Domet s'était appropriée. Le soleil est pour la connaissance et le progrès partagé, qu'ont incarné de nombreux natifs de la commune, comme Léon Guignard. Enfin l'arche d'argent évoque la forme du monument funéraire de Jules Grévy. Création Nicolas Vernot, adoptée en janvier 2021. |